# Crotalaria lunulata
Crotalaria lunulata är en ärtväxtart som beskrevs av Robert Wight och George Arnott Walker Arnott. Crotalaria lunulata ingår i släktet sunnhampor, och familjen ärtväxter. Inga underarter finns listade i Catalogue of Life.